# Polystichum andersonii
Polystichum andersonii är en träjonväxtart som beskrevs av Hopkins. Polystichum andersonii ingår i släktet Polystichum och familjen Dryopteridaceae. Inga underarter finns listade.